# امریکن ایرلاینز سنتر
ورزشگاه امریکن ایرلاینز سنتر (به انگلیسی: American Airlines Center) ورزشگاه خانگی تیم بسکتبال دالاس موریکس و تیم هاکی روی یخ دالاس استارز که در سال ۲۰۰۱ با هزینه ای بالغ بر ۴۲۰ میلیون دلار ساخته شد. علاوه بر این کنسرت های موسیقی و رویدادهای زنده دیگری در این ورزشگاه برگزار می شود.
شرکت ای تی اند تی (به انگلیسی: AT&T) هم سرویس اینترنتی و مخابراتی این ورزشگاه را بر عهده دارن.

## نگارخانه

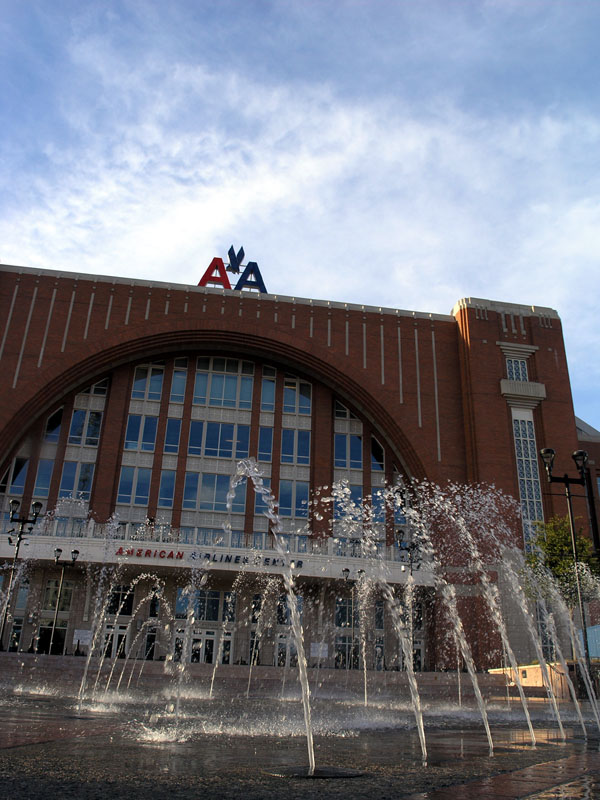
امریکن ایرلانز سنتر در سال ۲۰۱۱
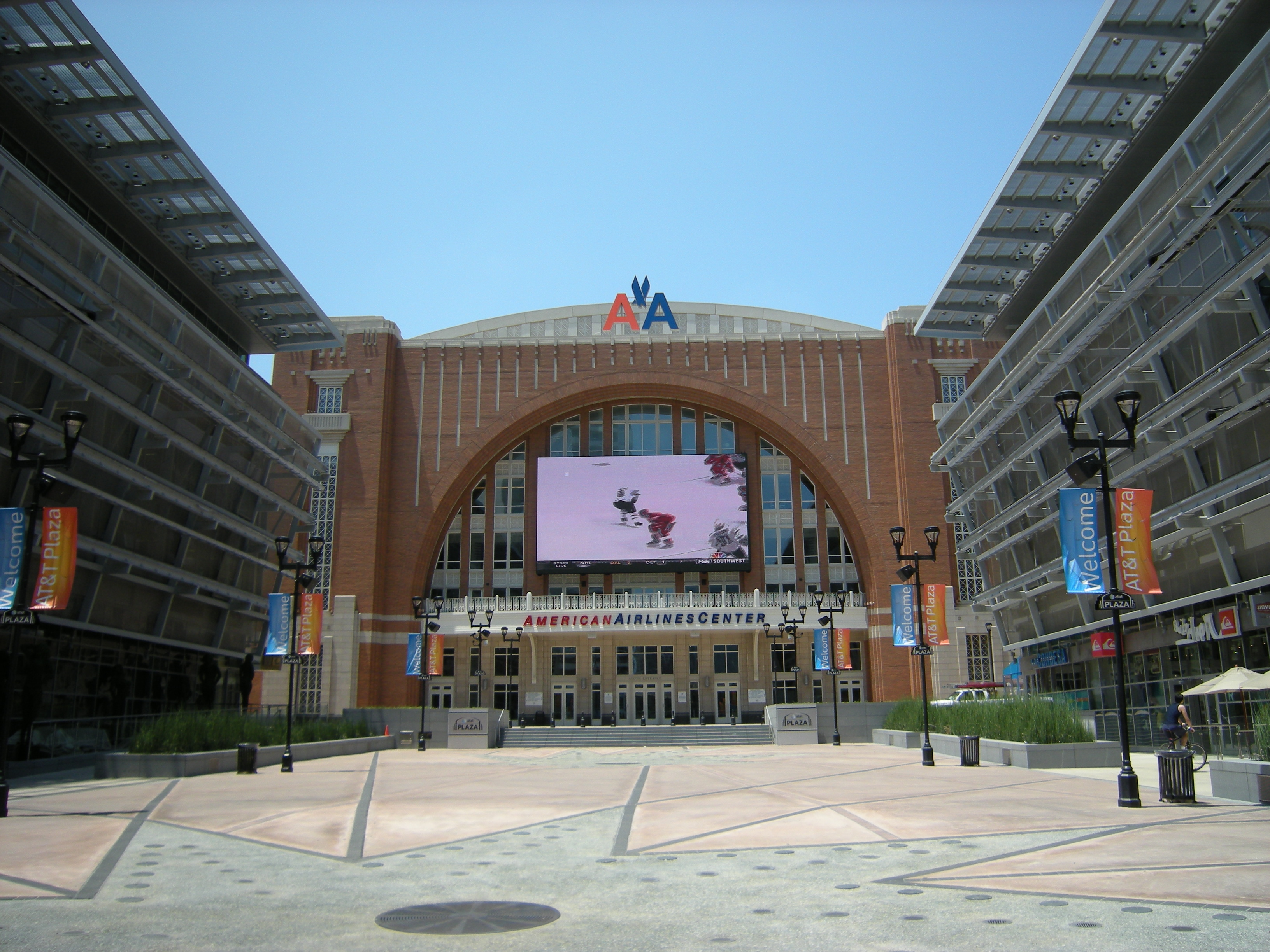
The AAC و صفحه ی نمایش با کیفیت بالا از شرکت ای تی اند تی
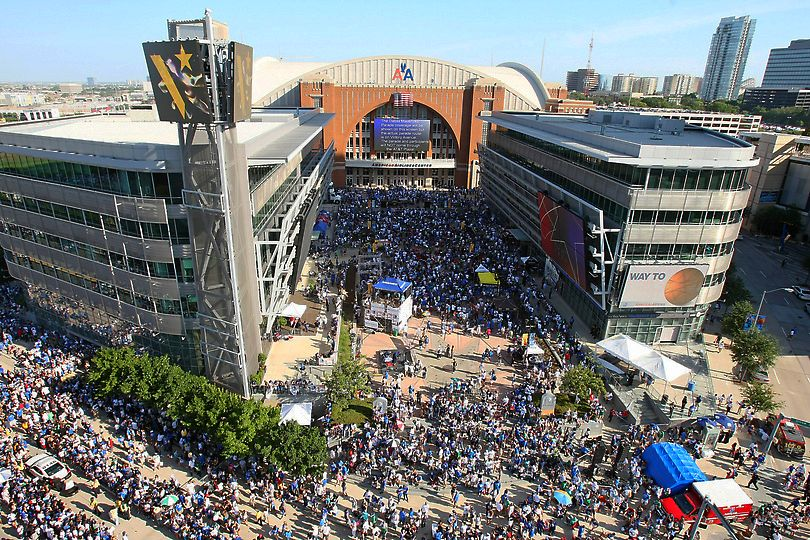
امریکن ایرلاینز سنتر -جشن هواداران تیم دالاس موریکس برای قهرمانی در لیگ ان بی ای
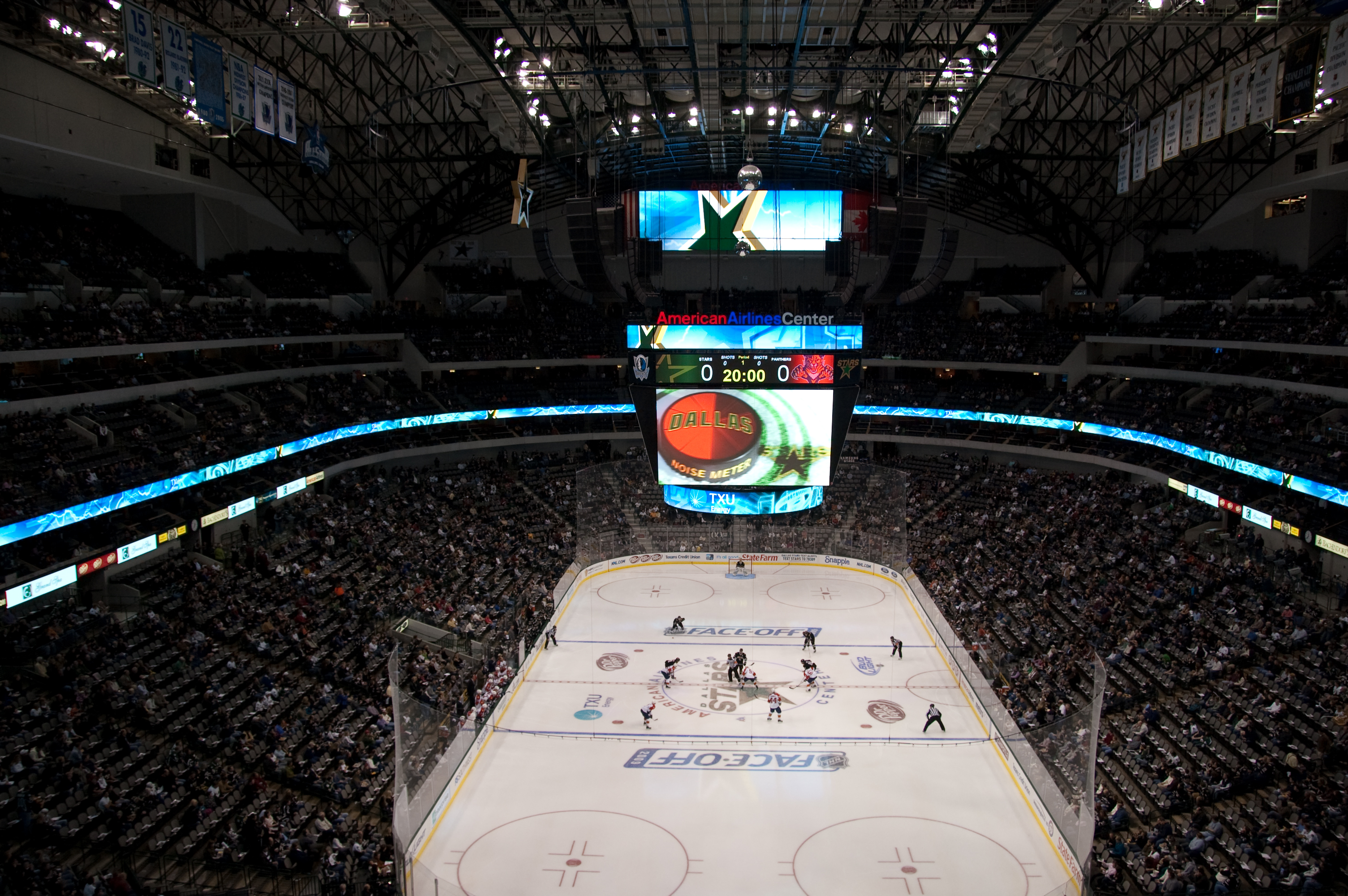
یک بازی بین دالاس استارز و فلوریدا پنفرز.